# 芸能人夫婦入れ替え旅
『芸能人夫婦入れ替え旅』（げいのうじんふうふいれかえたび）は、2014年にテレビ朝日系列局で不定期放送されていたテレビ朝日製作の旅番組・バラエティ番組である。全4回（2回＋特別編1回＋傑作選1回）。

## 概要
4組または6組の芸能人夫婦が互いの結婚相手を入れ替えて「即席夫婦」となり、夫婦旅行向けの「大人のしっぽり旅」をペアで敢行。食事・アトラクション・温泉・宿泊などを共にするうちに、どのペアがどれだけ「アツアツ」になれるかを競いあっていた。スタジオでは彼らの実の結婚相手やその他のゲストたちが登場し、旅の映像を見た感想を述べていた。
審査の方法は、一般の主婦たちからどのペアの旅先へ行ってみたいかのアンケートを取り、その集計結果によって決定するというものだった。第1回では神奈川県箱根町へ向かった佐々木健介＆カイヤチームが「アツアツ」と認定され、第2回では北海道函館市へ向かった太川陽介＆カイヤチームが「アツアツ」と認定された。

## 放送日時
いずれも日本標準時。
| 放送日時                            | 備考 |
| ----------------------------------- | --- |
| 2014年1月11日（土曜） 16:00 - 17:25 | 第1回。北海道テレビと朝日放送と鹿児島放送のみがテレビ朝日との同時ネットを行った。 |
| 2014年4月6日0（日曜） 15:30 - 17:25 | 『芸能人夫婦入れ替え旅 春の特別編』と題し、4日後に放送の第2回の映像を一部事前公開。さらに本編でカットされたロケ先各地のグルメ情報と、高岡早紀と陣内智則による「東京バツイチ旅」がこの特番限定で放送された。 |
| 2014年4月10日（木曜） 19:00 - 20:54 | 第2回。『芸能人夫婦入れ替え旅〜この春行きたい！京都＆鎌倉＆函館〜』と題して放送。この回のみテレビ朝日系全国同時ネットで放送。                                                                               |
| 2014年5月17日（土曜） 15:30 - 17:25 | 傑作選。『芸能人夫婦入れ替え旅 ベストセレクション』と題して放送。 |

## 出演者

### 第1回

#### 司会
- 劇団ひとり
- 木下優樹菜

#### 旅ロケ
- 箱根担当：佐々木健介＆カイヤ
- 京都担当：大鶴義丹＆江口ともみ

#### ウォッチング
- 北斗晶（佐々木健介の妻）
- 川﨑麻世（カイヤの夫）
- 大鶴泰子（大鶴義丹の妻）
- つまみ枝豆（江口ともみの夫）

#### ナレーター
- 三石琴乃

### 第2回

#### 司会
- 劇団ひとり
- 岡江久美子

#### 旅ロケ
- 函館担当：太川陽介＆カイヤ
- 京都担当：藤波辰爾＆杉本彩
- 鎌倉・横浜担当：石田純一＆浅尾美和

#### ウォッチング
- 藤吉久美子（太川陽介の妻）
- 川﨑麻世（カイヤの夫）
- 藤波伽織（藤波辰爾の妻）
- 松山禎秀（杉本彩の夫）
- 東尾理子（石田純一の妻）
- 岡田圭右
- 柴田理恵
- 庄司智春
- 鈴木奈々
- 中村昌也

#### ナレーター
- 三石琴乃

## スタッフ

### 第2回の担当者
- 構成：飯塚大悟、藤原昭彦、山川俊司
- TM：大島秀一
- TD：古橋稔
- VE：斉藤竜也
- 音声：吉村歩
- 照明：武藤潤
- ロケ技術：河野健之（TD）、須田健（カメラ）、丹野基樹、土井崇
- 美術：小林尚弘
- デザイン：小谷知輝
- 美術進行：廣澤陽子
- 大道具：梅沢宏
- 電飾：松田翔一
- 装飾：高井彩美子
- EED：石川舞
- CG：林宏美、安部祐紀
- 音効：鈴木路子、小林功樹
- MA：堀博勝
- TK：上原美華
- デスク：相馬恵美、知久恵子
- 編成：吉村周、池田佐和子
- 宣伝：西尾浩太郎
- 協力：glow、Tsp、テイクシステムズ、テレテック、ひぐまJAPAN
- 制作スタッフ：山本重理、西尾良介、河野朋恵
- AP：三品恵
- ディレクター：櫛田建太郎、松原広直、宮澤拓郎、加藤文仁
- チーフディレクター：制野慎太郎（第1回ではディレクター）
- 演出：三浦大輔
- プロデューサー：小田隆一郎
- ゼネラルプロデューサー：藤井智久
- 制作協力：ViViA
- 制作著作：テレビ朝日

### 第1回のみの担当者
- VE：木村雄
- 音声：山本亨
- ヘアメイク：SUGAR
- EED：井上達生
- 制作スタッフ：張淳安
- ディレクター：中西正太
- プロデューサー：山口良子